# Sielsowiet skoworodniewski
Sielsowiet skoworodniewski (ros. Сковородневский сельсовет) – jednostka administracyjna wchodząca w skład rejonu chomutowskiego w оbwodzie kurskim w Rosji.
Centrum administracyjnym sielsowietu jest wieś (ros. село, trb. sieło) Skoworodniewo.

## Geografia
Powierzchnia sielsowietu wynosi 153,91 km².

## Historia
Status i granice sielsowietu zostały określone ustawami z 2004 i z 2010 roku.

## Demografia
W 2017 roku sielsowiet zamieszkiwało 355 osób.

## Miejscowości
W skład sielsowietu wchodzą miejscowości: Skoworodniewo, Bogomołow, Wiesiołyj, Wiktorowka, Gołubowka, Żychowka, Zalesje, Zwieniaczka, Kiriłłowka, Krasnyj Kurgan, Lekta, Malinowskij, Mieńszykowo, Piecziszcze, Pczołka, Rowcy, Swoboda, Snytkino, Czeriemoszki, Czubarowka, Szatunowka, Szyrkow.